# 모 어빈
모 어빈(영어: Moe Irvin)은 미국의 배우이다.